# Torre di Bastia

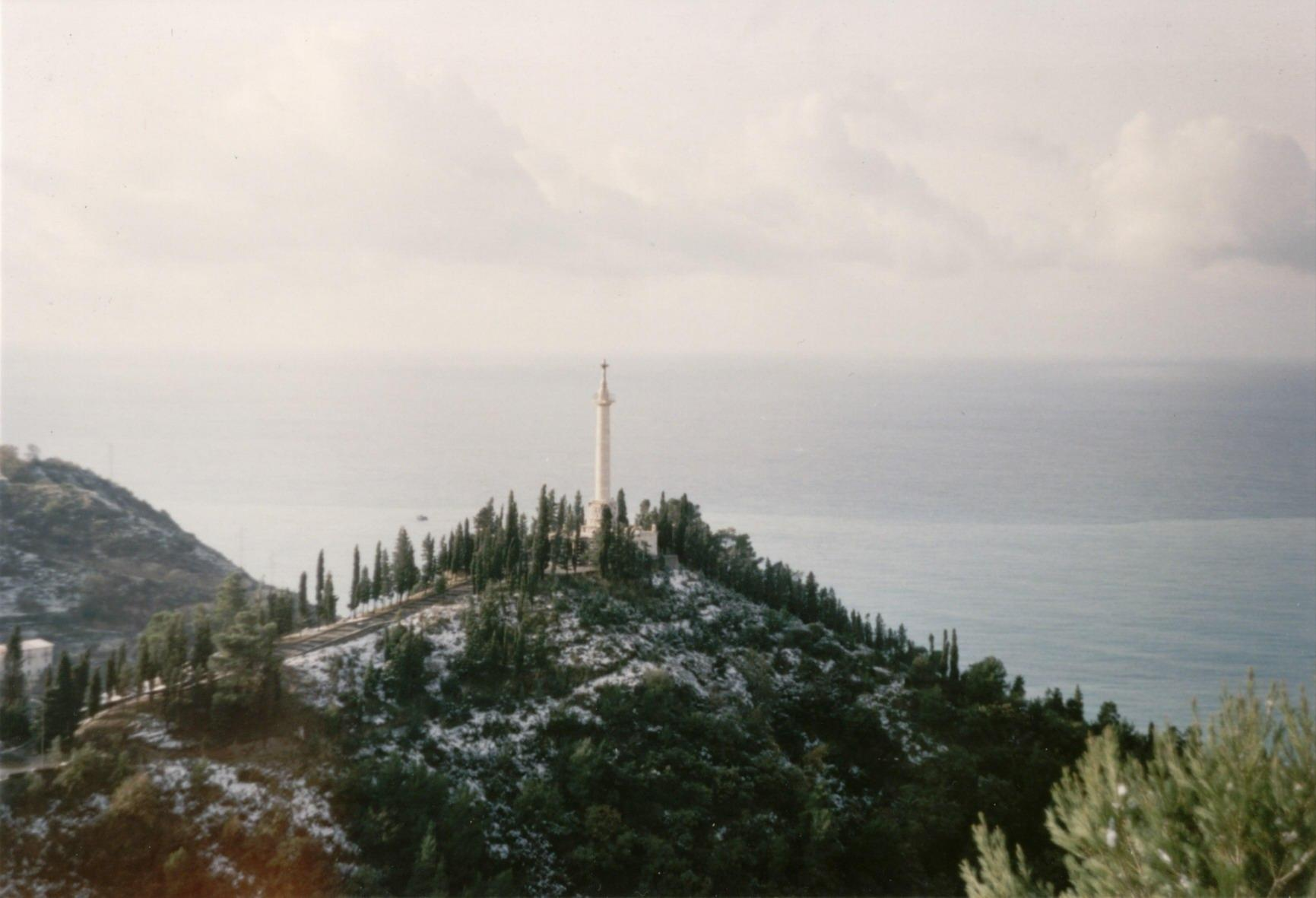
Der ‚‘Colle di Bastia‘‘ mit dem Denkmal für Michele Bianchi

Der Torre di Bastia war ein Sarazenenturm aus dem 16. Jahrhundert auf dem Colle di Bastia in der Nähe von Belmonte Calabro in der italienischen Region Kalabrien.

## Geschichte
Bereits 1296 ließ der Bischof von Vercelli dort durch die Bewohner von Sala Bielese und Donato einen Turm zur Kontrolle der umliegenden Weiden, Straßen und Wasserwege erbauen. Er wurde allerdings bereits 1308 durch die Bewohner von Andrate, Bienca und Chiaverano wieder zerstört.
Im 16. Jahrhundert wurde an derselben Stelle ein Rundturm errichtet, der allerdings 1930 vollständig abgerissen wurde. Er wurde durch das Denkmal für Michele Bianchi ersetzt.